# .frl
.frl is een achtervoegsel voor Friese domeinnamen. .frl-domeinnamen worden uitgegeven door FRLregistry B.V., die verantwoordelijk is voor het topleveldomein .frl. Op 28 augustus 2014 vond de 'delegation' plaats en was .frl een feit. Op 2 september kwam het eerste .frl-domein (nic.frl) online. Vanaf 1 januari 2015 om 14.00 uur konden domeinnamen in fases aangevraagd worden:
- Vanaf 1 januari 2015 konden geregistreerde en gevalideerde merken hun domeinnaam aanvragen ("Sunrise"-fase)
- Vanaf 2 februari 2015 kon iedereen een domeinnaam aanvragen, met een "voorkeursbehandeling" voor Friese ondernemingen en personen ("Landrush"-fase)
- Vanaf 14 april 2015 kon iedereen, zonder specifieke voorrangsregels, een domeinnaam aanvragen ("General Availability"-fase)

## Geschiedenis
In 2008 versoepelde de ICANN zijn regels, waardoor de provincie Friesland, net als tal van andere overheden, organisaties en instellingen, per 2012 haar eigen TLD kon aanvragen. Een dergelijk TLD bestaat uit minstens drie letters, een TLD van twee letters is voorbehouden voor landen. De officiële provincieaanduiding 'FR' viel dus af; .fr wordt overigens al door Frankrijk gebruikt. Hetzelfde (een letter te weinig) gold voor de taalaanduiding 'fy' – eerder gebruikt bij een 1-aprilgrap, zie onder – die wellicht bij het grote publiek ook minder bekendheid genoot. Zo kwam men uit op 'frl', ook voor andere doeleinden soms gekozen als officieuze regio-aanduiding – zo zijn er Friezen die een sticker met FRL achterop hun auto plakken.
Uit financiële overwegingen zette de provincie Friesland de aanvraag niet door. Daarop nam het bedrijf Mijndomein de aanvraag over. Op 14 maart 2014 werd de aanvraag goedgekeurd en kon worden begonnen met de technische realisatie van het topleveldomein. Op 2 september kwam het eerste domein (nic.frl) online. (NIC staat voor Network Information Center.) Voor nieuwe gTLD's (generic Top-level Domain) was dit het eerste (door de ICANN verplicht gestelde) domein dat online kwam.

## Populariteit en gebruik
Volgens IT-bedrijf Dataprovider waren een jaar later van de ruim 14.000 geregistreerde .frl-domeinnamen er slechts 357 daadwerkelijk in gebruik, ofwel 97% inactief (ter vergelijking: van de .nl-domeinen was op dat moment ongeveer een derde inactief). Gedeputeerde Sietske Poepjes stelt echter dat navraag bij beheerder mijndomein.nl opleverde dat 39% van de .frl-namen inactief zou zijn. Sinds 2016 is het aantal geregistreerde domeinnamen relatief stabiel gebleven op het aantal van 14.000, waarbij het aantal inactieve domeinnamen rond de 40% schommelt.
Hoewel .frl zich richt op bedrijven, organisaties en personen in de provincie Friesland, zijn er geen beperkingen aan wie een .frl-domeinnaam kan registreren. In 2023 was ruim 95% van alle 11.000 .frl-domeinen geregistreerd door domeinhouders uit Friesland.

## Aprilgrap .fy
Op 1 april 2006 kondigde de fictieve stichting Stifting Internet Domeinnammeregistraasje Fryslân (SIDF) aan dat .fy beschikbaar zou komen als domeinnaam voor Friesland. De reden voor een eigen topleveldomein zou zijn dat men vond dat informatie in de Friese taal moest kunnen worden aangeboden vanaf domeinen waarbij van de domeinnaam af te lezen was dat het Friestalige informatie betrof: fy is de ISO 639-1-code voor de Friese taal. Land- en taalcodes van ISO komen vaak met elkaar overeen.
Naast Radio Veronica en Omrop Fryslân werkten verschillende Nederlandse internetaanbieders mee aan deze 1 aprilgrap, die al met al als goed geslaagd werd beschouwd. De internetproviders in kwestie voegden gegevens over het topdomein .fy toe aan hun eigen DNS-server, waar de computers van hun gebruikers adressen opzoeken. Hierdoor was het webadres van de fictieve stichting, www.sidf.fy, op 1 april 2006 daadwerkelijk voor veel Nederlanders te bereiken. Daarnaast was de Friestalige website ook via www.sidf.nl te bekijken.
In het algemeen zegt het topdomein niets over de taal waarin een internetpagina geschreven is. Friestalige websites gebruikten in 2016 gewoonlijk een .nl-, .com-, .net- of .org-domein, hoewel ook het Franse .fr enige populariteit geniet onder Friezen.
De SIDF-website was na 1 april 2006 nog enige tijd online. Door de mededeling dat de eerste geregistreerde .fy-domeinnaam '1april.fy' was, werd de bezoeker erop gewezen dat het om een grap ging. Een kopie van de pagina leeft nog voor op Stifting Internet Domeinnammeregistraasje Fryslân.